# DuJuan Harris
DuJuan LaTroy Harris (Brooksville, 3 settembre 1988) è un ex giocatore di football americano statunitense che ha giocato nel ruolo di running back. Dopo non essere stato scelto nel Draft NFL 2011 firmò coi Jacksonville Jaguars. Al college ha giocato a football alla Troy University.

## Carriera professionistica

### Jacksonville Jaguars
Harris firmò coi Jacksonville Jaguars come free agent non scelto nel Draft 2011. Nella stagione 2011 disputò cinque partite, nessuna come titolare, correndo 42 yard su 9 tentativi. Il 25 agosto 2012 fu svincolato.

### Pittsburgh Steelers
Il 27 agosto 2012, Harris firmò coi Pittsburgh Steelers solo per essere svincolato quattro giorni dopo.

### Green Bay Packers
Il 24 ottobre 2012, Harris firmò per far parte della squadra di allenamento dei Green Bay Packers. Prima di firmare aveva trascorso una settimana come venditore d'auto in una rivendita Chrysler-Jeep-Dodge di Jacksonville. Il 1º dicembre 2012, Harris fu promosso nel roster attivo dei Packers. Segnò il suo primo touchdown nella NFL in 9 dicembre nella vittoria 27-20 sui Detroit Lions. Il 5 gennaio 2013, nel primo turno di playoff contro i Minnesota Vikings, Harris totalizzò 100 yard tra corse e ricevute segnando un touchdown nella vittoria dei Packers 24-10. La stagione di Green Bay si chiuse con la sconfitta nel turno successivo contro i San Francisco 49ers con Harris che corse 53 yard e segnò un altro touchdown.
Il 27 agosto 2013, Harris fu inserito in lista infortunati dopo essersi infortunato nuovamente al ginocchio nella terza gara di pre-stagione contro i Seattle Seahawks. A causa di tale infortunio, il giocatore saltò l'intera stagione 2013. Tornato a disposizione nella stagione 2014, Harris prese parte a 15 partite senza mai scendere in campo come titolare, collezionando 64 yard su corsa ed 11 su ricezione

### Minnesota Vikings
Il 19 marzo Harris firmò con i Minnesota Vikings un contratto annuale del valore di 660.000 dollari.

### New Orleans Saints
Il 14 settembre 2015, Harris firmò con la squadra di allenamento dei New Orleans Saints.

### Seattle Seahawks
Il 23 novembre 2015, Harris firmò con la squadra di allenamento dei Seattle Seahawks. La settimana successiva fu promosso nel roster attivo. Nel quattordicesimo turno giocò quasi tutta la partita contro i Ravens a causa dell'infortunio del titolare Thomas Rawls, venendo liminato a 42 yard corse in 18 tentativi.

## Statistiche
| Partite totali      | 24  |
| Partite da titolare | 2   |
| Yard su corsa       | 263 |
| Touchdown su corsa  | 2   |

Statistiche aggiornate alla stagione 2014